# Vali Vijelie
Valentin Rusu (numele de scenă fiind Vali Vijelie) (n. 7 iulie 1970, București) este un cântăreț din România.